# 332e Infanteriedivisie (Duitsland)
De Duitse 332e Infanteriedivisie (Duits: 332. Infanterie-Division) was een Duitse infanteriedivisie tijdens de Tweede Wereldoorlog. De divisie werd opgericht op 15 november 1940.
De divisie deed vooral dienst ter verdediging van de kust in Bretagne en de Kanaalkust. Het deed hier tot begin 1943 dienst. In april werd de divisie overgeplaatst naar het oostfront, waar het strijd in en om Kharkov en Koersk voerde. Na de Slag om Koersk werd de divisie samengevoegd met andere eenheden en hield het op te bestaan.

## Bevelhebbers
- Generalleutnant Heinrich Recke (15 november 1940 - 5 augustus 1941)
- Generalleutnant Hans Kessel (6 augustus 1941 - 16 december 1942)
- General der Infanterie Walter Melzer (17 december 1942 - 31 december 1942)
- Generalleutnant Hans Schäfer (1 januari 1943 - 4 juni 1943)
- Generalmajor Adolf Trowitz (5 juni 1943 - september 1943)